# Melanospora zamiae
Melanospora zamiae är en svampart som beskrevs av Corda 1837. Melanospora zamiae ingår i släktet Melanospora och familjen Ceratostomataceae.  Arten är reproducerande i Sverige. Inga underarter finns listade i Catalogue of Life.